# Coro (Villaviciosa)
Coro (oficialmente en asturiano: Coru) es una parroquia española del concejo de Villaviciosa, en Asturias. Cuenta con una población de 83 habitantes (INE, 2020).
Está situada a cinco kilómetros de la capital del concejo, Villaviciosa. Limita al norte con las parroquias de Fuentes y La Magdalena, al sur con la de Viñón, al oeste con la de Lugás, y al este con la de Breceña.

## Localidades
La parroquia está formada por las siguientes poblaciones:
- Los Caminos, casería
- El Castañéu, lugar
- Cayado (Cayao), lugar
- Cermuño (Cermuñu), aldea
- La Granda, casería
- La Madrera, aldea
- Moratín (El Moratín), casería
- El Pino (El Pinu), casería
- La Piñera, casería
- Solares, aldea

## Demografía
| Gráfica de evolución demográfica de Coro entre 2000 y 2020         |
|                                                                    |
| Población de derecho (2000-2020) según el padrón municipal del INE |

## Patrimonio
- Iglesia de Santo Tomás.